# Folia Morphologica
Folia Morphologica, abgekürzt Folia Morphol., ist eine wissenschaftliche Fachzeitschrift, die vom Via Medica-Verlag im Auftrag der Polnischen Anatomischen Gesellschaft veröffentlicht wird. Die Zeitschrift wurde 1929 gegründet und erscheint derzeit viermal im Jahr. Zwischen 1939 und 1949 erschien die Zeitschrift nicht. Es werden Arbeiten veröffentlicht, die sich mit beschreibenden, angewandten und klinischen Fragestellungen aus der Morphologie beschäftigen.
Der Impact Factor lag im Jahr 2014 bei 0,336. Nach der Statistik des ISI Web of Knowledge wird das Journal mit diesem Impact Factor in der Kategorie Anatomie und Morphologie an 19. Stelle von 20 Zeitschriften geführt.